# Builders of Castles
Builders of Castles er en amerikansk stumfilm fra 1917 af Ben Turbett.

## Medvirkende
- Marc McDermott som Gittens.
- Miriam Nesbitt som Marie.
- William Wadsworth som Morton.
- Edward G. Longman som James Filikens.
- Jessie Stevens som Mrs. Maguire.